# 전영삼
전영삼(1975년 11월 19일 ~)은 롯데 자이언츠의 전 야구 선수다.

## 출신 학교
- 마산용마고등학교
- 동아대학교

## 같이 보기
- 2000년 롯데 자이언츠 시즌